# National Broadcasting Company

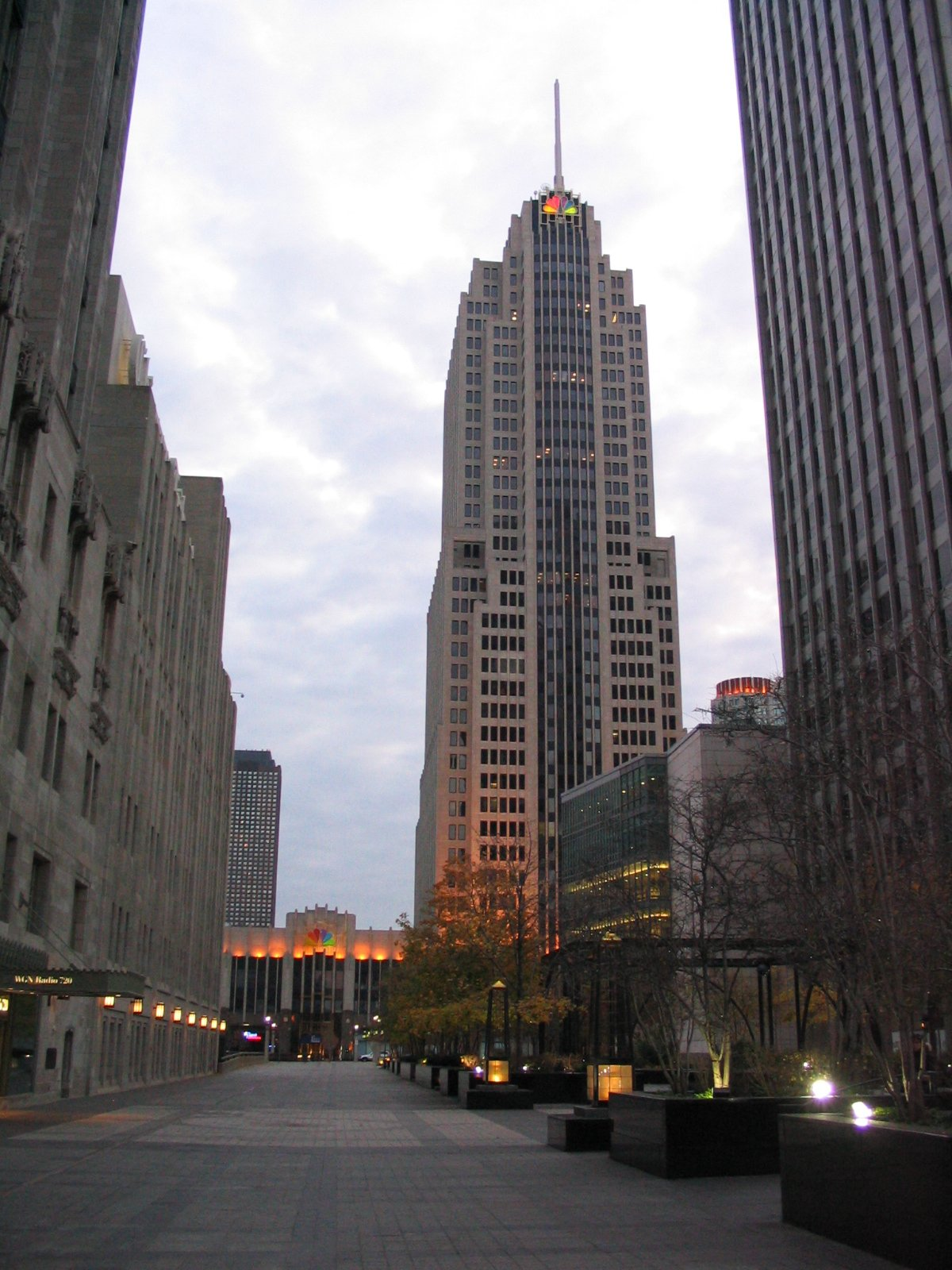
NBC-toren in Chicago

National Broadcasting Company (NBC) is een Amerikaans televisie- en radionetwerk, in handen van mediaconglomeraat NBC Universal. Het bedrijf is gevestigd in het Rockefeller Center in New York. NBC heeft meer dan 200 aangesloten televisiestations verspreid over de Verenigde Staten. Het is het laatste netwerk van de Grote Drie (NBC, CBS, ABC) dat juridisch gezien de naam achter het acroniem verloren liet gaan, toen National Broadcasting Company, Inc. (1926-2004) in 2004 fuseerde met Vivendi Universal Entertainment, om uiteindelijk NBC Universal, Inc. te worden. Het netwerk wordt nu beheerd door NBC, Inc.
Het netwerk werd (her)overgenomen in 1986 door General Electric met de overname van het oorspronkelijke moederbedrijf van NBC, RCA (Radio Corporation of America). General Electric heeft in het verleden RCA/NBC al in zijn bezit gehad, maar kocht RCA in 1986 weer terug omdat het bedrijf weer vertegenwoordigd wilde zijn in de televisiemarkt. De meeste platenlabels van RCA werden verkocht en zijn nu in het bezit van Sony BMG. Sinds de overname is Bob Wright president en CEO van het netwerk. NBC is het op drie na best bekeken televisiestation in de Verenigde Staten, na CBS, ABC en FOX. In de tijd dat NBC actieseries als The A Team, Knight Rider en Miami Vice en de sitcoms Seinfeld, The Fresh Prince of Bel-Air en Friends voor het eerst uitzond, was het de best bekeken zender van het land.
NBC heeft een logo in de vorm van een pauw, genaamd The Peacock Logo. Dit is geïntroduceerd in 1956 en 1962 als tijdelijk logo om de diversiteit van het netwerk te vertegenwoordigen. Het werd zo populair dat de zender het opnieuw introduceerde in 1979 als netwerklogo en in 1986 als enige logo.

## NBC Orange Network
Het NBC Orange Network, ook bekend als het NBC Pacific Coast network was een netwerk van de National Broadcasting Company in de Westelijke Verenigde Staten van 1927 tot 1936, voordat netwerken met hogere kwaliteit het Westen bereikten, zoals het NBC Blue Network.

## Huidige programmering

Logo van NBC (1986-2011)

Dit is de programmering voor het seizoen 2015-2016.

### Drama
- Law & Order: Special Victims Unit (1999-heden)
- Grimm (2011–heden)
- Chicago Fire (2012-heden)
- Chicago P.D. (2014-heden)
- Chicago Med (2015)
- The Blacklist (2013-2023)
- The Mysteries of Laura (2014)
- The Night Shift (2014)
- Aquarius (2015)
- Blindspot (2015)
- Shades of Blue (2016)
- You, Me and the Apocalypse (2016)
- Heartbeat (2016)

### Comedy
- Undateable (2014)
- The Carmichael Show (2015)
- Superstore (2015)
- Telenovela (2015)
- Crowded (2016)
- Brooklyn Nine-Nine (2018)

### Reality
- Saturday Night Live (1975)
- The Biggest Loser
- The Apprentice
- The Voice
- Late Night with Seth Meyers (2014)
- America's Got Talent (2006–heden)
- The Tonight Show with Jimmy Fallon (2014- heden)
- Last Call with Carson Daly (2002-heden)
- American Ninja Warrior (2012)
- Hollywood Game Night (2013)
- Food Fighters (2014)
- Running Wild with Bear Grylls (2014)
- Caught on Camera with Nick Cannon (2014)
- The Island (2015)
- I Can Do That (2015)
- Little Big Shots (2016)

### Nieuws
- Dateline NBC (1992-heden)
- Early Today (1999-heden)
- Meet the Press (1947-heden)
- NBC Nightly News (1970-heden)
- Today (1952-heden)
- Rock Center with Brian Williams (2011–heden)
- Mad Money (2012–heden)

### Dagprogramma's
- Days of our Lives (1965-heden)
- The Ellen DeGeneres Show (2003-heden)

## Oudere, bekende NBC-producties
- Age of Love (2007-2008)
- ALF (1986-1990)
- The A-Team (1983-1987)
- Baywatch (1989-1990)
- Betty White's Off Their Rockers (2012–2014)
- Blossom (1991-1995)
- Bonanza (1959-1973)
- Caroline in the City (1995-1999)
- Cheers (1982-1993)
- CHiPs (1977-1983)
- Chuck (2007-2012)
- Columbo (1971-1977)
- Community (2009-2015)
- The Cosby Show (1984-1992)
- Crusoe (2008-2009)
- Dear John (1988-1992)
- Elvis - NBC Tv-Special (1968)
- Empty Nest (1988-1995)
- The Facts of Life (1979-1988)
- Frasier (1993-2004)
- The Fresh Prince of Bel Air (1990-1996)
- Friday Night Lights (2006-2011)
- Friends (1994-2004)
- Gimme a Break! (1981-1987)
- The Golden Girls (1985-1992)
- Hannibal (2013-2015)
- Heroes (2006-2010)
- Hill Street Blues (1981-1987)
- The John Larroquette Show (1993-1996)
- Just Shoot Me! (1997-2003)
- Knight Rider (1982-1986)
- Las Vegas (2003-2007)
- Late Night with Jimmy Fallon (2007-2014)
- Last Comic Standing (2003-2008)
- Law & Order (1990-2010)
- Law & Order: Criminal Intent (2001-2007)
- Law & Order: Trial by Jury (2005)
- Life (2007-2009)
- Lipstick Jungle (2008-2009)
- Love, Sidney (1981-1983)
- Love in the Wild
- Mad About You (1992-1999)
- Midnight Caller (1988-1991)
- Miami Vice (1984-1989)
- My Name Is Earl (2005-2009)
- Night Court (1984-1992)
- Nurses (1991-1994)
- Parks and Recreation (2009-2015)
- Parenthood (2010-2015)
- Poker After Dark (2007-heden)
- Quincy, M.E. (1976-1983)
- Revolution (2012-2014)
- Reasonable Doubts (1991-1993)
- The Rockford Files (1974-1980)
- Sanford and Son (1972-1977)
- Santa Barbara (1984-1993)
- Saved by the Bell (1989-1993)
- Saved by the Bell: The New Class (1993-2000)
- Saved by the Bell: The College Years (1993-1994)
- Scrubs (2001-2007) (naar ABC)
- Seinfeld (1989; 1990-1998)
- Star Trek (1966-1969)
- St. Elsewhere (1982-1988)
- Sunset Beach (1997-1999)
- 3rd Rock from the Sun (1996-2001)
- The Tonight Show with Jay Leno (1992-2014)
- The West Wing (1999-2006)
- Will & Grace (1998-2006)
- Wings (1990-1997)